# Momčilo Krajišnik
Momčilo Krajišnik (serbiska: Момчило Крајишник), född 20 januari 1945 i Sarajevo, död 15 september 2020 i Banja Luka, var en bosnienserbisk politiker i Republika Srpska och dömd krigsförbrytare. 
Krajišnik, som samarbetade med bland andra Radovan Karadžić och Biljana Plavšić, arresterades 2000 och fördes till ICTY i Haag.
Den 27 september 2006 dömdes Krajišnik till 27 års fängelse för brott mot mänskligheten under kriget i Bosnien 1992-1995. Enligt domstolen har det klarlagts att Krajišnik ledde en etnisk rensning av Bosniens muslimer och kroater tillsammans med Karadžić och Ratko Mladić. 
Den 15 september 2020 avled Krajišnik i sviterna av COVID-19.